# Hanna Lundkvist
Hanna Lundkvist (Djurö, 17 juli 2002) is een voetbalspeelster uit Zweden. Ze speelt als verdediger voor Atlético Madrid in de Primera División Femenina.
Hanna Lundkvist begon haar carrière bij Djurö-Vindö IF. Op 2 juni 2018 maakte Lundkvist haar debuut door in de Elitettan en maakte ze ook gelijk haar eerste doelpunt in de wedstrijd tegen Kvarnsvedens IK.
In het begin van het Elittetan 2019 seizoen maakte Lundkvist de overstap naar Hammarby IF. In dat seizoen en het seizoen in 2020 speelde Lundkvist 52 wedstrijden en daarmee had ze een belangrijk aandeel in de promotie van de club naar de Damallsvenskan. In december 2020 kreeg Lundkvist een nieuw tweejarig contract voordat ze in april 2021 haar debuut op het hoogste Zweedse niveau maakte.
In december 2021 maakte Lundkvist de overstap naar Atlético Madrid. Hier tekende ze een contract voor 2,5 jaar. In januari 2022 maakte Lundkvist haar debuut in de competitiewedstrijd tegen Villarreal CF.

## Statistieken
| Seizoen    | Club            | Land   | Competitie                | Wedstrijden | Doelpunten |
| ---------- | --------------- | ------ | ------------------------- | ----------- | ---------- |
| 2018       | AIK Fotboll     | Zweden | Damallsvenskan            | 1           | 1          |
| 2018-2021  | Hammarby IF     | Zweden | Elitettan                 | 66          | 6          |
| 2021-heden | Atlético Madrid | Spanje | Primera División Femenina | 23          | 0          |
| Totaal     | Totaal          | Totaal | Totaal                    | 90          | 7          |

Laatste update: dec 2023

## Internationaal
Hanna Lundkvist maakte haar debuut in de selectie voor Zweden in november 2022 in een vriendschappelijke wedstrijd tegen Australië. In februari 2023 maakte Lundkvist haar debuut voor de nationale ploeg in een wedstrijd tegen China.
In 2023 werd Lundkvist door bondscoach Peter Gerhardsson opgeroepen voor het WK 2023. Door een enkelblessure opgelopen in een vriendschappelijke wedstrijd tegen Filipijnen moest Lundkvist echter een streep door het WK zetten  